# Montpezat (Gers)
Montpezat (vor 2023 Montpézat; gaskognisch Montpesat) ist eine französische Gemeinde mit 242 Einwohnern (Stand 1. Januar 2022) im Département Gers in der Region Okzitanien (vor 2016 Midi-Pyrénées). Sie gehört zum Kanton Val de Save und zum Arrondissement Auch. Die Einwohner werden Montpézatois genannt.

## Lage
Montpezat liegt etwa 43 Kilometer südwestlich von Toulouse. Das Gemeindegebiet wird vom Bach Gradoue durchquert, an der östlichen Grenze verläuft die Lieuze. Beide entwässern zur Aussoue. Umgeben wird Montpezat von den Nachbargemeinden Saint-Lizier-du-Planté im Westen und Norden, Laymont im Norden, Le Pin-Murelet im Osten, Sajas im Osten und Südosten, Montastruc-Savès im Südosten, Saint-Araille im Südosten und Süden, Sénarens im Süden sowie Goudex im Süden und Südwesten.

## Bevölkerungsentwicklung
| Jahr                       | 1962 | 1968 | 1975 | 1982 | 1990 | 1999 | 2006 | 2011 | 2020 |
| Einwohner                  | 311  | 280  | 217  | 236  | 214  | 194  | 231  | 241  | 240  |
| Quellen: Cassini und INSEE |      |      |      |      |      |      |      |      |      |

## Sehenswürdigkeiten

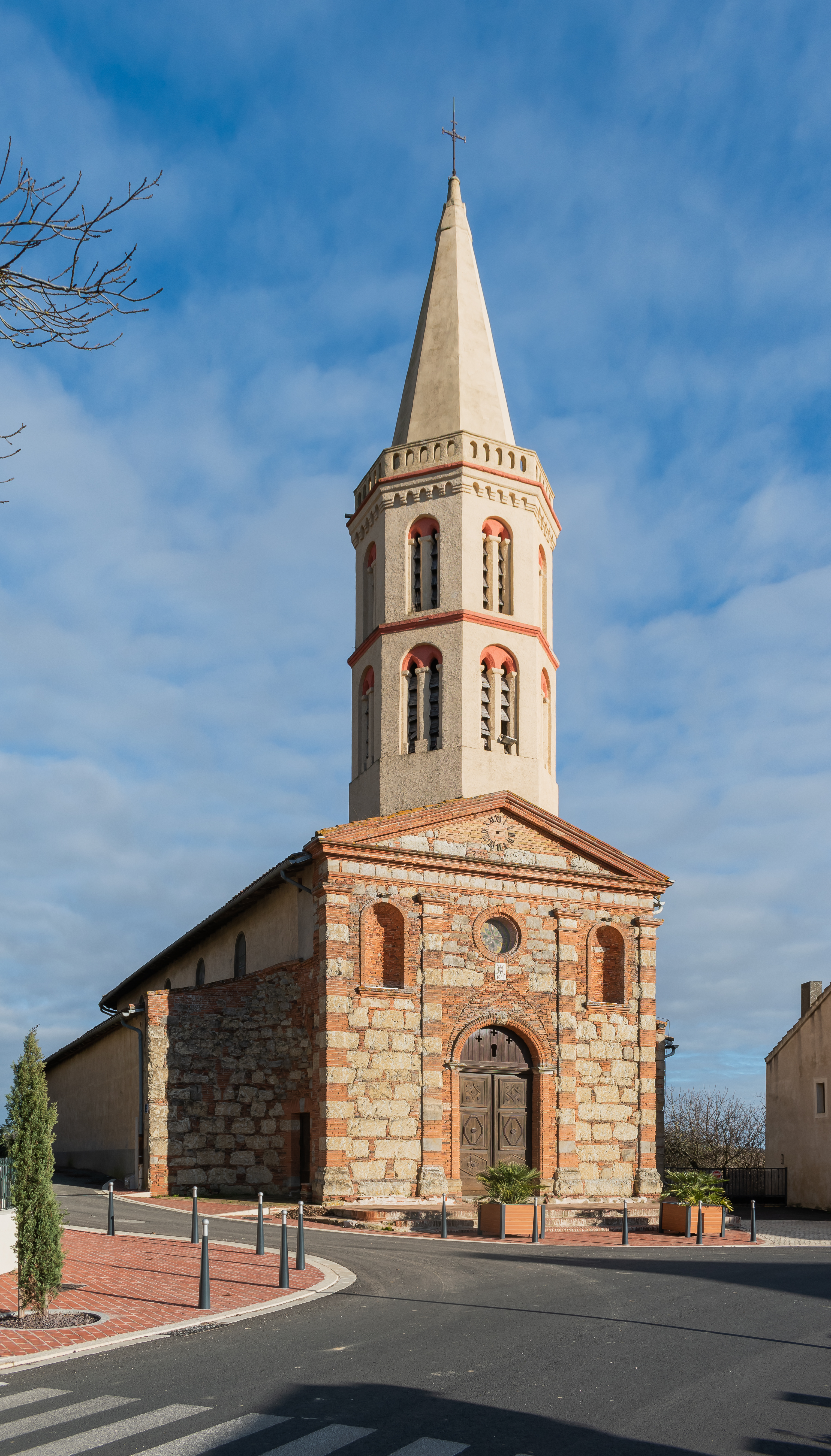
Kirche Mariä Himmelfahrt
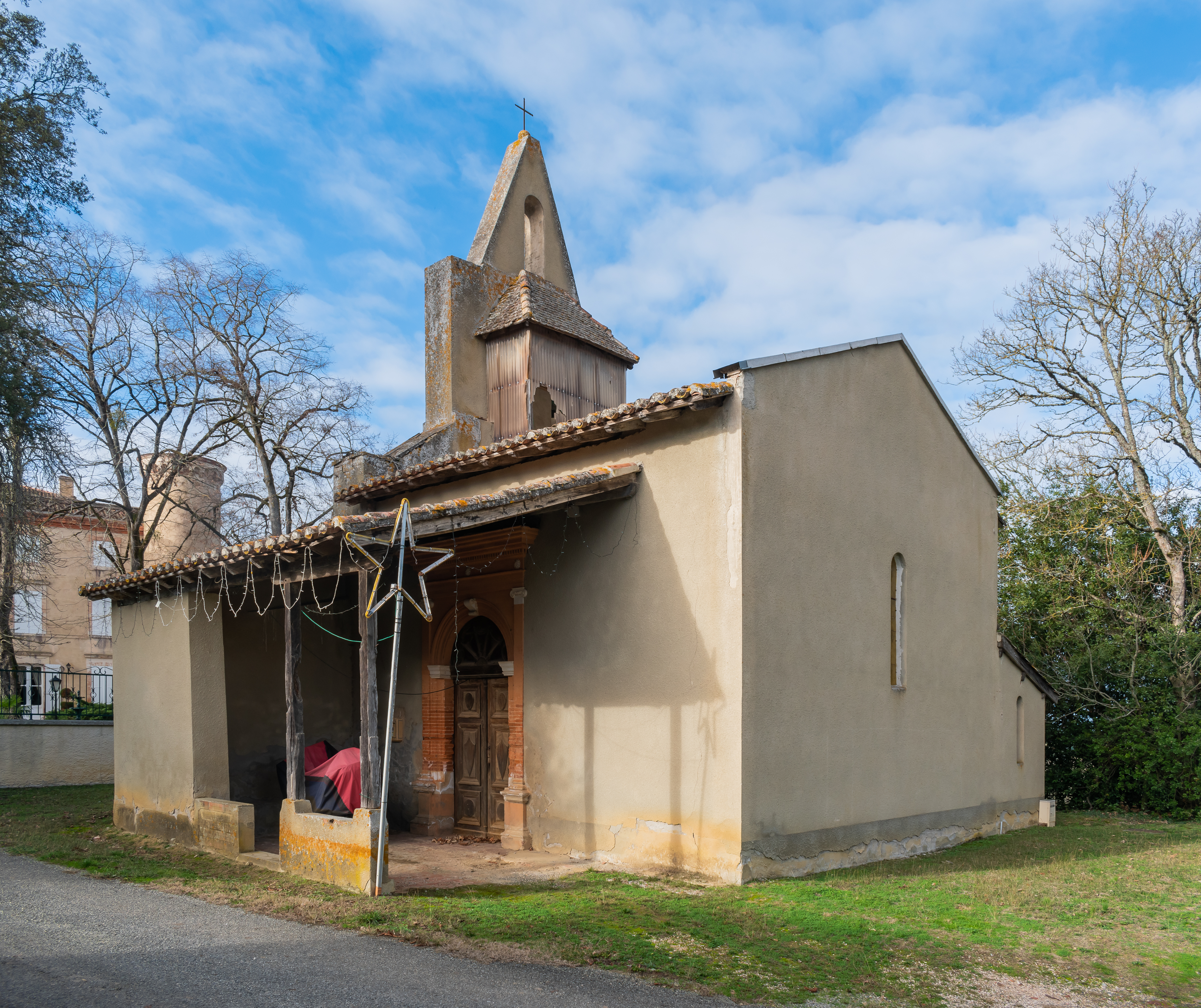
Kapelle St. Martin in Gensac
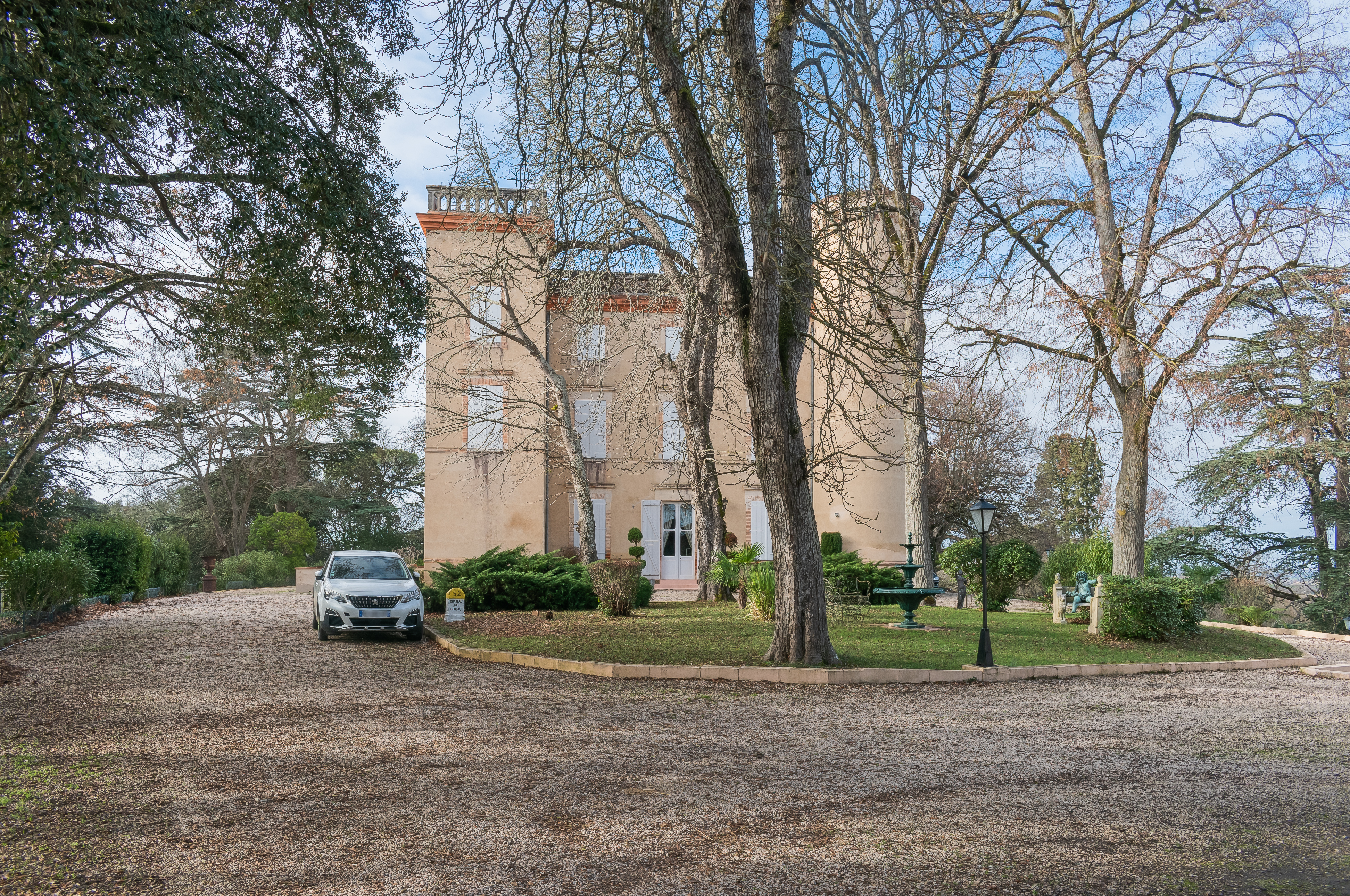
Schloss in Gensac
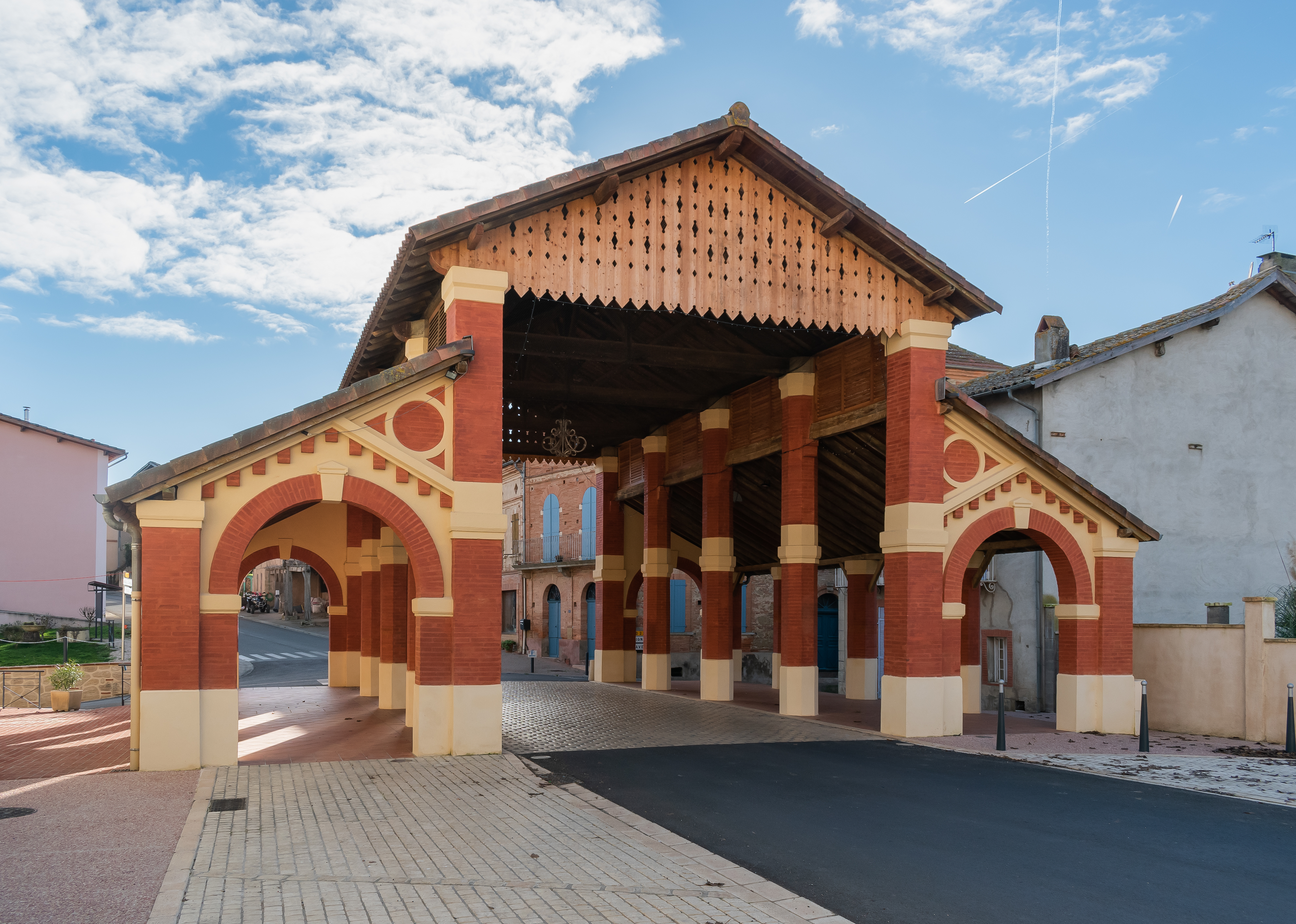
alte Markthalle
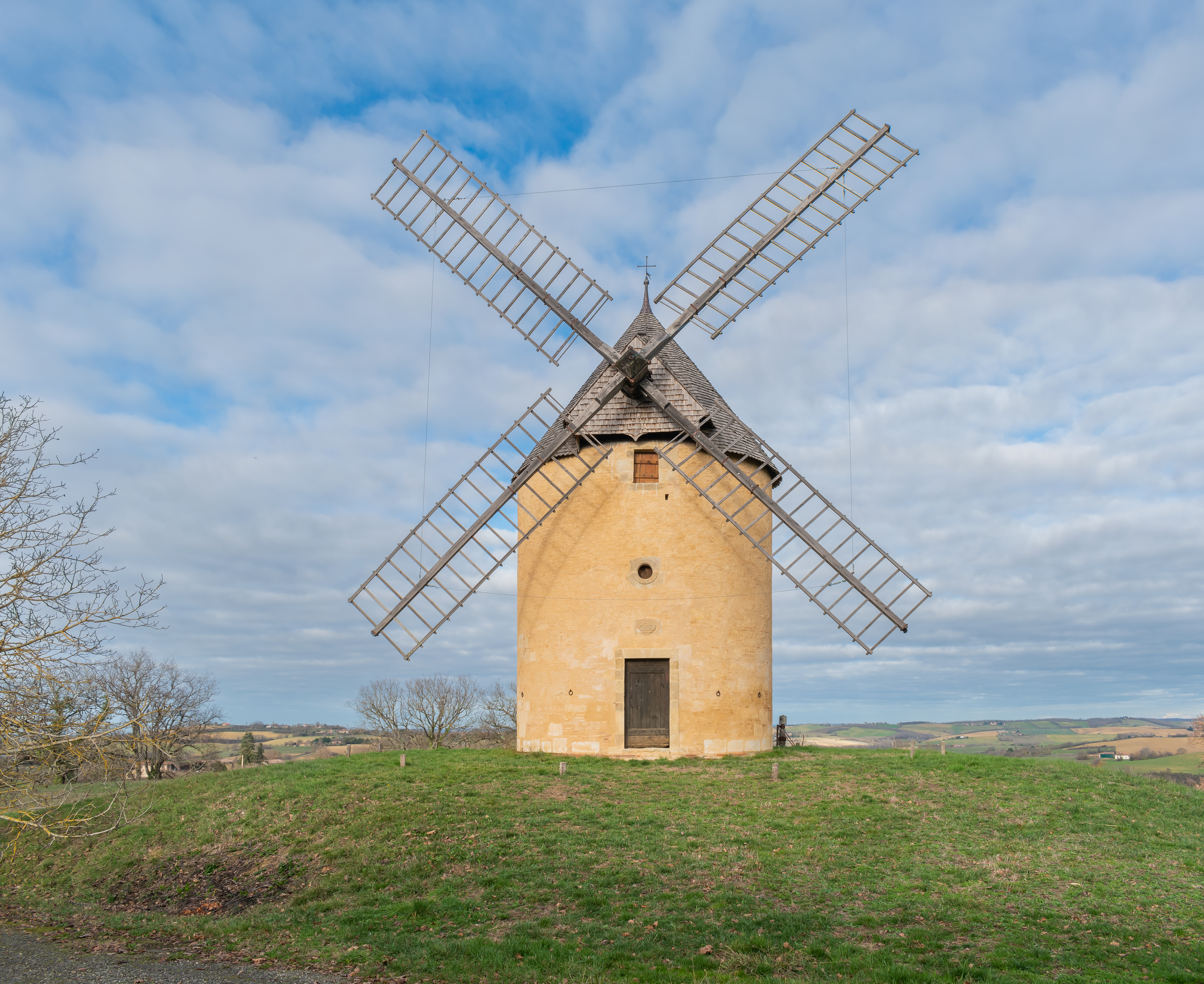
Windmühle in Gensac

- Kirche Mariä Himmelfahrt
- Kapelle Saint-Martin im Ortsteil Gensac
- Schloss im Ortsteil Gensac
- Alte Markthalle
- Windmühle im Ortsteil Gensac

## Persönlichkeiten
- Roger I. de Saint-Lary de Bellegarde (1525–1579), Marschall von Frankreich (1574)